# Jamie Coyne
James „Jamie“ Coyne (* 2. Januar 1981 in Sydney) ist ein australischer Fußballspieler. Coyne gewann mit Perth Glory zwei Meistertitel in der National Soccer League und ist in der seit 2005 existierenden A-League Rekordspieler des Klubs.

## Karriere
Jamie Coynes Vater John war Profifußballer in England und kam Ende der 1970er Jahre nach Australien, wo er es sogar zu einigen Einsätzen in der australischen Nationalelf brachte. Coyne wuchs in New South Wales auf, etwa 12-jährig zog er mit seiner Familie nach Western Australia. Dort spielte er bei Kingsway Olympic und kam in Juniorenauswahlen von Western Australia zum Einsatz. Zur Saison 1998/99 wechselte er als Apprentice (dt. Auszubildender) zum englischen Klub West Ham United, wo zu diesem Zeitpunkt auch sein älterer Bruder Chris unter Vertrag stand. Nach einer Saison kehrte er nach Australien zurück und verbrachte nach einem Probetraining bei Perth Glory die zweite Jahreshälfte bei Kingsway Olympic. 2000 wechselte er zum Perth SC in die Premier League von Western Australia und war dort die folgenden drei Spielzeiten Leistungsträger. 2002 gewann er mit dem Team die Ligameisterschaft, gehörte zur Bundesstaats-Auswahl und wurde am Saisonende als bester Spieler der Liga ausgezeichnet.
Seine Leistungen sorgten auch bei Perth Glory, dem einzigen westaustralischen Klub in der National Soccer League, für Interesse. Ab September 2002 spielte er für Perth Glory in der höchsten australischen Spielklasse, zunächst auf Leihbasis, erhielt er im Oktober seinen ersten Profivertrag. Glory zahlte eine Ablöse von etwa A$5.000, die sich einsatzabhängig verdoppeln konnte. Während Coyne beim Perth SC zumeist im zentralen Mittelfeld agierte, wurde er bei Glory zunächst als Innenverteidiger aufgeboten und etablierte sich schließlich als rechter Außenverteidiger. Mit der Mannschaft um die beiden Topstürmer Damian Mori und Bobby Despotovski gewann Coyne 2003 und 2004 die australische Meisterschaft. Während er 2003 nur Ergänzungsspieler war und im Finale nicht zum Einsatz kam, trug er 2004 als Stammspieler zur Titelverteidigung bei. Im Finale gegen Paramatta Power wurde er nach 95 Minuten beim Stand von 0:0 ausgewechselt, drei Minuten später gewann Perth durch ein Golden Goal von Nik Mrdja den Meistertitel. Das Finalspiel war zugleich die letzte Partie in der Geschichte der National Soccer League, die anschließend eingestellt wurde.
Wie auch seine Mannschaftskameraden Anthony Danze, Adrian Caceres (beide England), Mark Byrnes (Finnland), Wayne Srhoj (Rumänien), Nik Mrdja (Schweden) und Jason Petkovic (Türkei) wechselte Coyne nach Einstellung der NSL nach Europa und unterzeichnete einen Zwei-Jahres-Vertrag beim niederländischen Erstligisten ADO Den Haag. Dort gelang es Coyne nicht sich im Profiteam zu etablieren und er absolvierte für ADO bis zu seinem vorzeitigen Abgang im Frühjahr 2005 nur ein Pflichtspiel im niederländischen Pokalwettbewerb gegen den FC Zwolle.
Nachdem sich ein angestrebter Wechsel nach England, wie bereits 2002, als er zu Probetrainings bei Luton Town und Carlisle United war, nicht materialisierte, kehrte er im März nach Australien zurück und schloss sich wieder Perth Glory an, die eine neue Mannschaft für die Premierensaison der neu geschaffenen Profiliga A-League zusammenstellten. Glory gelang es in der A-League nicht, an die Erfolge aus der NSL anzuknüpfen. In den ersten vier Spielzeiten verpasste Perth jeweils die Qualifikation für die Meisterschafts-Play-offs. In der Saison 2008/09 fungierte Coyne als Mannschaftskapitän, zur folgenden Saison übernahm Jacob Burns die Armbinde, der neben Jason Petkovic und Jamies Bruder Chris Coyne einer von drei Nationalspielern war, die zur Saison 2009/10 neu verpflichtet wurden. Mit diesen Verstärkungen gelang dem Klub 2010 erstmals der Einzug in die Play-off-Phase der A-League, dort scheiterte das Team aber bereits im ersten Spiel nach Elfmeterschießen an Wellington Phoenix.
In der Saison 2010/11 stand Coyne an den ersten 24 Spieltagen 23-mal in der Startaufstellung und verpasste nur eine Partie wegen eines Platzverweises, fand aber ab Anfang 2011 keine Berücksichtigung mehr. Coyne und die australische Spielergewerkschaft vermuteten hinter der plötzlichen Verbannung aus der Mannschaft eine Klausel in Coynes Vertrag, die ihm nach 24 Ligaeinsätzen eine automatische Vertragsverlängerung um ein Jahr garantiert hätte. Eine solche Klausel soll zuvor auch bei seinem Mannschaftskameraden Michael Baird zu dessen Nichtberücksichtigung geführt haben. Klub-Trainer Ian Ferguson nannte hingegen Coynes Form als ausschlaggebenden Grund für sein Reservistendasein. Coyne kam an den letzten sechs Spieltagen trotz zahlreicher verletzungsbedingter Ausfälle nicht mehr zum Einsatz und sein Abgang wurde zum Saisonende von Vereinsseite bestätigt. Mit 118 Ligaeinsätzen ist Jamie Coyne Perths Rekordspieler in der A-League und war neben Jamie Harnwell und Naum Sekulovski einer von drei Spielern, die von 2005 bis 2011 ununterbrochen zum Aufgebot gehörten.
Coyne war in der Folge beim Ligakonkurrenten Sydney FC im Gespräch, die vertraglichen Streitigkeiten mit Perth verhinderten aber eine Aufnahme in das Aufgebot für die Gruppenphase der AFC Champions League 2011, die in der australischen Saisonpause ausgetragen wird. Im Mai 2011 unterzeichnete er schließlich einen Zwei-Jahres-Vertrag bei Sydney. Bei Sydney gehörte er zu Beginn der Saison 2011/12 zum Stammpersonal und erzielte am 22. Oktober gegen Adelaide United seinen einzigen Saisontreffer, nur wenige Tage bevor er erstmals Vater wurde. Anfang 2012 verlor Coyne seinen Stammplatz als rechter Außenverteidiger an Rhyan Grant, der fortan das Vertrauen von Trainer Vítězslav Lavička genoss. Am Saisonende einigten sich Coyne und der Verein auf die vorzeitige Auflösung seines bis 2013 gültigen Vertrages.
Coyne wechselte im Anschluss zum indonesischen Spitzenklub Sriwijaya FC, mit dem er die Meisterschaft 2011/12 gewann. Anschließend stand er von September bis Oktober 2012 kurzzeitig beim Ligakonkurrenten Persib Bandung unter Vertrag, der Verein löste diesen aber nach kurzer Zeit wegen Streitigkeiten über die zur Verfügung gestellte Wohnung wieder auf. Im Februar 2013 unterzeichnete Coyne beim A-League-Klub Melbourne Heart einen Vertrag bis Saisonende und kam in den folgenden Wochen zu sieben Einsätzen, erhielt am Saisonende aber keine Vertragsverlängerung angeboten und spielte im Anschluss für den Bayswater City SC in der höchsten westaustralischen Spielklasse. Dort beendete er 2017 seine Karriere.
Ein Einsatz für ein australisches Nationalteam war Jamie Coyne, anders als seinem Bruder, nicht vergönnt. Zu mehr als einer Einladung zu einem zweitägigen Trainingslager der Nationalelf Anfang 2008, an dem 22 A-League-Spieler teilnahmen, reichte es nicht.